# Hydroélectricité en Espagne

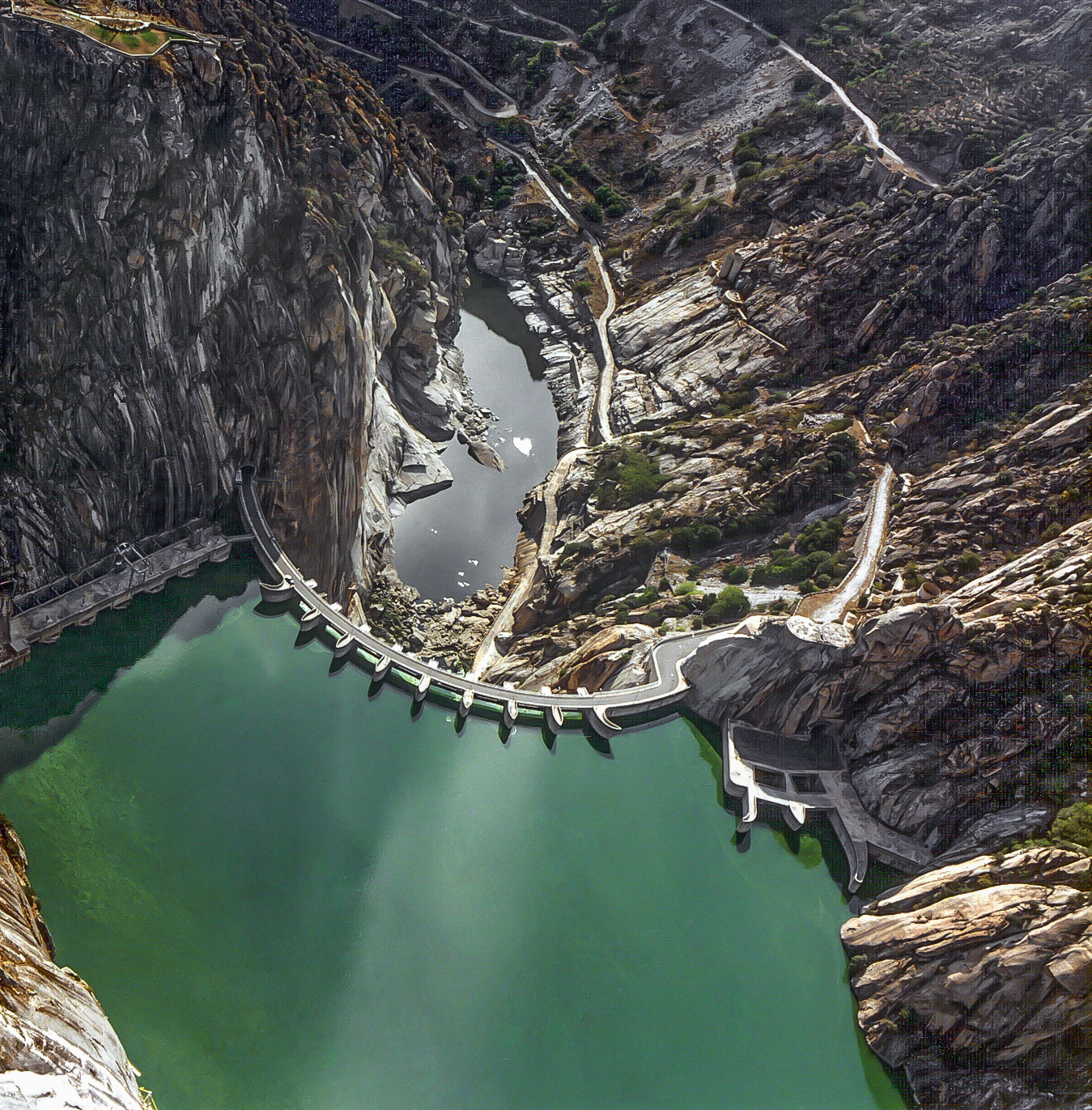
Barrage d'Aldeadávila, province de Salamanque, propriété d'Iberdrola

Le secteur de l'hydroélectricité en Espagne se trouve dans la moyenne des autres pays de l'OCDE quant à la production hydroélectrique : 12 % de la production électrique était d'origine hydraulique en 2024 (7,6 % en 2022). La productibilité hydraulique connait des variations de très grande ampleur en fonction de l'abondance des précipitations : en 2017, la production hydraulique a chuté de 47 % et en 2018 elle a rebondi de 75 % ; entre l'année 2010 et l'année 2012, la production a chuté de 47 % et en 2013 elle a rebondi de 70 % ; en 2022, elle a chuté de 32,7 % et en 2023, elle a remonté de 40,6 %.
La production hydroélectrique de l'Espagne se situe en 2024 au 8e rang européen. Elle est largement concentrée dans le Nord du pays.
La puissance installée du parc hydroélectrique espagnol est en 2024 au 3e rang européen, avec 8,7 % du total européen, derrière la Norvège et la Turquie, et au 11e rang mondial, avec 1,6 % du total mondial. L'Espagne dispose de 5 650 MW de centrales de pompage-turbinage, au 3e rang européen derrière l'l'Allemagne et l'Italie et devant la France, et au 6e rang mondial.

## Potentiel hydroélectrique
Le potentiel brut théorique de l'hydroélectricité en Espagne est estimé par le Conseil mondial de l'énergie à 162 TWh par an. À la fin 2011, l'Espagne disposait de 18,54 GW en exploitation (hors pompage) qui ont produit 25 TWh en 2011, soit 15 % du potentiel théorique. Les projets en cours dans la petite hydraulique (< 10 MW) totalisent 450 MW et porteront la production de la petite hydraulique à environ 6 TWh/an.

## Production hydroélectrique
L'Energy Institute estime la production des centrales hydroélectriques espagnoles en 2024 à 34,4 TWh, soit 12,0 % de la production d'électricité du pays. L'Espagne se classe au 8e rang en Europe, derrière la Norvège (20 %), la Turquie (10,7 %), la France (10,2 %), la Suède (9,3 %), l'Italie (7,9 %), la Suisse (6,4 %) et l'Autriche (6,4 %).
Selon l'Association internationale de l'hydroélectricité (IHA), la production hydroélectrique de l'Espagne s'élevait en 2024 à 35 TWh, soit 0,8 % du total mondial, loin derrière la Chine : 1 424 TWh, le Brésil : 415 TWh et le Canada : 342 TWh, et au 8e rang en Europe avec 5,1 % du total européen.
Selon l'Agence internationale de l'énergie, la production hydroélectrique s'est élevée à 31,1 TWh en 2023, soit 10,9 % de la production d'électricité du pays, contre 22,1 TWh en 2022 (7,6 %). La chute de 32,7 % de cette production en 2022 montre la dépendance du pays aux conditions climatiques, en particulier aux épisodes de sécheresse.
| Année | Production (Gwh) | Variation (%) | Part (%) |
| 1990  | 26 184           |               | 17,2 %   |
| 2000  | 31 807           |               | 14,2 %   |
| 2010  | 45 511           | +56,1 %       | 15,1 %   |
| 2011  | 32 911           | -27,7 %       | 11,2 %   |
| 2012  | 24 162           | -26,6 %       | 8,1 %    |
| 2013  | 41 052           | +69,9 %       | 14,4 %   |
| 2014  | 42 970           | +4,7 %        | 15,4 %   |
| 2015  | 31 368           | -27,0 %       | 11,2 %   |
| 2016  | 39 865           | +27,1 %       | 14,5 %   |
| 2017  | 21 070           | -47,1 %       | 7,6 %    |
| 2018  | 36 803           | +74,7 %       | 13,4 %   |
| 2019  | 26 874           | -27,0 %       | 9,8 %    |
| 2020  | 33 998           | +26,5 %       | 12,9 %   |
| 2021  | 32 847           | -3,4 %        | 12,0 %   |
| 2022  | 22 102           | -32,7 %       | 7,6 %    |
| 2023  | 31 067           | +40,6 %       | 10,9 %   |
| 2024  | 34 400           | +10,7 %       | 12,0 %   |

Selon l'IHA, la production hydroélectrique de l'Espagne s'élevait en 2023 à 25 TWh, soit 0,6 % du total mondial, et 3,9 % du total européen, au 8e rang en Europe.
En 2021, l'Espagne se classait au 20e rang mondial et au 7e rang en Europe.
La production hydroélectrique de l'Espagne s'élevait en 2019 à 26,39 TWh, au 9e rang européen avec 4 % du total européen, et 0,6 % du total mondial.
La production hydroélectrique avait chuté à 20,57 TWh en 2017, puis est remontée à 34,12 TWh en 2018, soit 0,8 % du total mondial, et au 6e rang européen avec 6 % du total européen.
Cette production comprend d'une part la production des centrales conventionnelles : 34,11 TWh, en progression de 85 % par rapport à 2017, et d'autre part celle des centrales de pompage-turbinage : 2,01 TWh (-10,7 %). Sa part dans la production nationale d'électricité était de 13,8 % en 2018.
En 2015, la production hydroélectrique atteignait 32,01 TWh, soit 0,8 % du total mondial, au 7e rang européen avec 5,3 % du total européen.
La tendance d'évolution de l'énergie hydroélectrique en Espagne au cours des dernières décennies a été toujours à la hausse, malgré les amples fluctuations dues aux variations des précipitations, mais sa part dans le total de la production électrique est allée en diminuant, de 92 % en 1940 à 15,2 % en 2010 et 8,3 % en 2012, année exceptionnellement sèche), sa croissance ayant été beaucoup moins rapide que celle de la demande.
| Bassin            | Puissance | Production (Gwh) | Production (Gwh) | Production (Gwh) | Productible (Gwh) | Productible (Gwh) | Productible (Gwh) |
|                   | MW        | 2013             | 2014             | %14/13           | 2013              | 2014              | %14/13            |
| Nord-Ouest        | 4 879     | 11 669           | 11 766           | +0,8 %           | 11 298            | 10 922            | -3,3 %            |
| Duero             | 3 887     | 7 531            | 9 541            | +26,7 %          | 7 968             | 9 161             | +15,0 %           |
| Èbre-Pyrénées     | 3 425     | 8 239            | 7 847            | -4,8 %           | 7 818             | 7 223             | -7,6 %            |
| Tage-Júcar-Segura | 4 349     | 5 034            | 5 563            | +10,5 %          | 4 280             | 4 362             | +1,9 %            |
| Guadiana          | 226       | 273              | 197              | -28,0 %          | 378               | 187               | -50,5 %           |
| Guadalquivir-Sud  | 1 025     | 1 224            | 945              | -22,8 %          | 889               | 553               | -37,8 %           |
| Total             | 17 791    | 33 970           | 35 860           | +5,6 %           | 32 631            | 32 408            | -0,7 %            |

NB : ce tableau ne prend pas en compte les petites centrales (< 50 MW) non intégrées dans les unités de gestion hydrauliques ; ces petites centrales totalisaient 2 118 MW et 7,07 TWh en 2014.
L'indice de productibilité hydraulique a atteint en 2012 le niveau le plus bas jamais observé : 0,46 ; le tableau ci-dessous montre la très forte variabilité de l'hydraulicité, et la fréquence des années sèches sur la période récente.
| Année | Productible (Gwh) | Indice de productibilité |
| 2008  | 18 945            | 0,67                     |
| 2009  | 22 262            | 0,79                     |
| 2010  | 37 405            | 1,34                     |
| 2011  | 22 575            | 0,81                     |
| 2012  | 12 722            | 0,46                     |
| 2013  | 32 631            | 1,18                     |
| 2014  | 32 408            | 1,17                     |
| 2015  | 18 949            | 0,76                     |

## Puissance installée
Selon l'International Hydropower Association, la puissance installée des centrales espagnoles atteignait 22 747 MW fin 2024 ; c'est le 3e parc hydroélectrique européen, avec 8,7 % du total européen, après la Norvège (12,9 %) et la Turquie (12,5 %), et le 11e mondial, avec 1,6 % du total mondial, très loin derrière la Chine (435 950 MW).
Les mises en service de 2021 se sont élevées à 16 MW.
En 2019, cette puissance s'est accrue de 38 MW seulement.
La puissance installée des centrales hydroélectriques espagnoles atteignait 20 378 MW fin 2018 selon REE, dont 3 329 MW de centrales de pompage-turbinage.
Les nouvelles installations de 2014 en Espagne ont été de 11 MW (pompage-turbinage) : il s'agit du système hybride éolien-hydraulique de l'île d'El Hierro qui combine cinq éoliennes (11,5 MW) avec une centrale de pompage-turbinage de 10 MW en pompage et 11,3 MW en turbinage ; ce système visait à remplacer par des énergies renouvelables le gros de la production d'électricité assurée jusqu'alors par neuf générateurs diesel (13,4 MW). Mais sur le premier semestre de fonctionnement, ce système n'a couvert que 30,7 % de la demande en moyenne. En 2018, ce pourcentage s'est élevé à 56,5 %.
| Puissance installée et production par Communauté Autonome en 2014 | Puissance installée et production par Communauté Autonome en 2014 | Puissance installée et production par Communauté Autonome en 2014 | Puissance installée et production par Communauté Autonome en 2014 |
| Communauté Autonome                                               | P.I. (MW)                                                         | Prod. (GWh)                                                       |                                                                   |
| ----------------------------------------------------------------- | ----------------------------------------------------------------- | ----------------------------------------------------------------- | ----------------------------------------------------------------- |
| Castille-et-León                                                  | 4 509                                                             | 10 975                                                            |                                                                   |
| Galice                                                            | 3 791                                                             | 10 245                                                            |                                                                   |
| Catalogne                                                         | 2 390                                                             | 5 568                                                             |                                                                   |
| Aragon                                                            | 1 567                                                             | 4 406                                                             |                                                                   |
| Estrémadure                                                       | 2 312                                                             | 3 155                                                             |                                                                   |
| Asturies                                                          | 825                                                               | 1 969                                                             |                                                                   |
| Communauté valencienne                                            | 1 310                                                             | 1 798                                                             |                                                                   |
| Andalousie                                                        | 1 198                                                             | 1 288                                                             |                                                                   |
| Castille-La Manche                                                | 907                                                               | 1 072                                                             |                                                                   |
| Cantabrie                                                         | 461                                                               | 886                                                               |                                                                   |
| Navarre                                                           | 248                                                               | 664                                                               |                                                                   |
| Pays basque                                                       | 175                                                               | 405                                                               |                                                                   |
| Madrid                                                            | 110                                                               | 207                                                               |                                                                   |
| La Rioja                                                          | 57                                                                | 160                                                               |                                                                   |
| Murcie                                                            | 38                                                                | 128                                                               |                                                                   |
| Total Espagne (MW)                                                | 19 910                                                            | 42 932                                                            |                                                                   |

## Principales centrales hydroélectriques

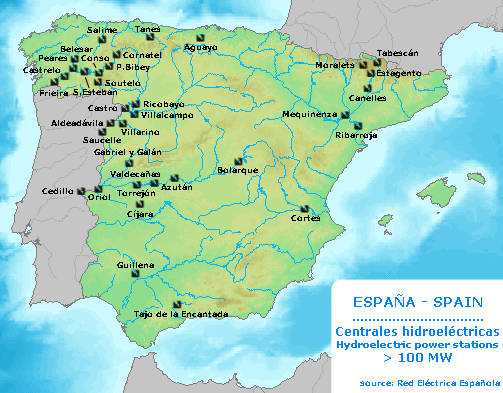
Centrales hydroélectriques d'Espagne > 100 MW

La centrale hydroélectrique la plus puissante est celle du barrage d'Aldeadávila dans la province de Salamanque, à la frontière avec le Portugal, sur le Río Duero : 1 147 MW (production annuelle : 2 300 GWh), suivie par le réservoir José María de Oriol-Alcántara II sur le Tage (province de Cáceres) : 915 MW. D'autres centrales de capacité supérieure à 500 MW sont celles de Cortés-La Muela sur le Júcar (Valencia), Almendra (810 MW, 1 376 GWh/an ; appelée aussi Saut de Villarino) sur le Tormes (Salamanque) et Saucelle (525 MW) sur le Duero (Salamanque).
Les principaux aménagements hydroélectriques sont :

### Saltos del Duero
Saltos del Duero (système du Douro) est l'aménagement de l'ensemble du bassin hydrographique du Douro et de ses affluents : Águeda, Esla, Huebra, Tormes et Uces, dans la zone frontalière avec le Portugal. Elle compte 6 centrales avec une puissance installée totale de 3 161 MW.

Aménagement des « Saltos del Duero »
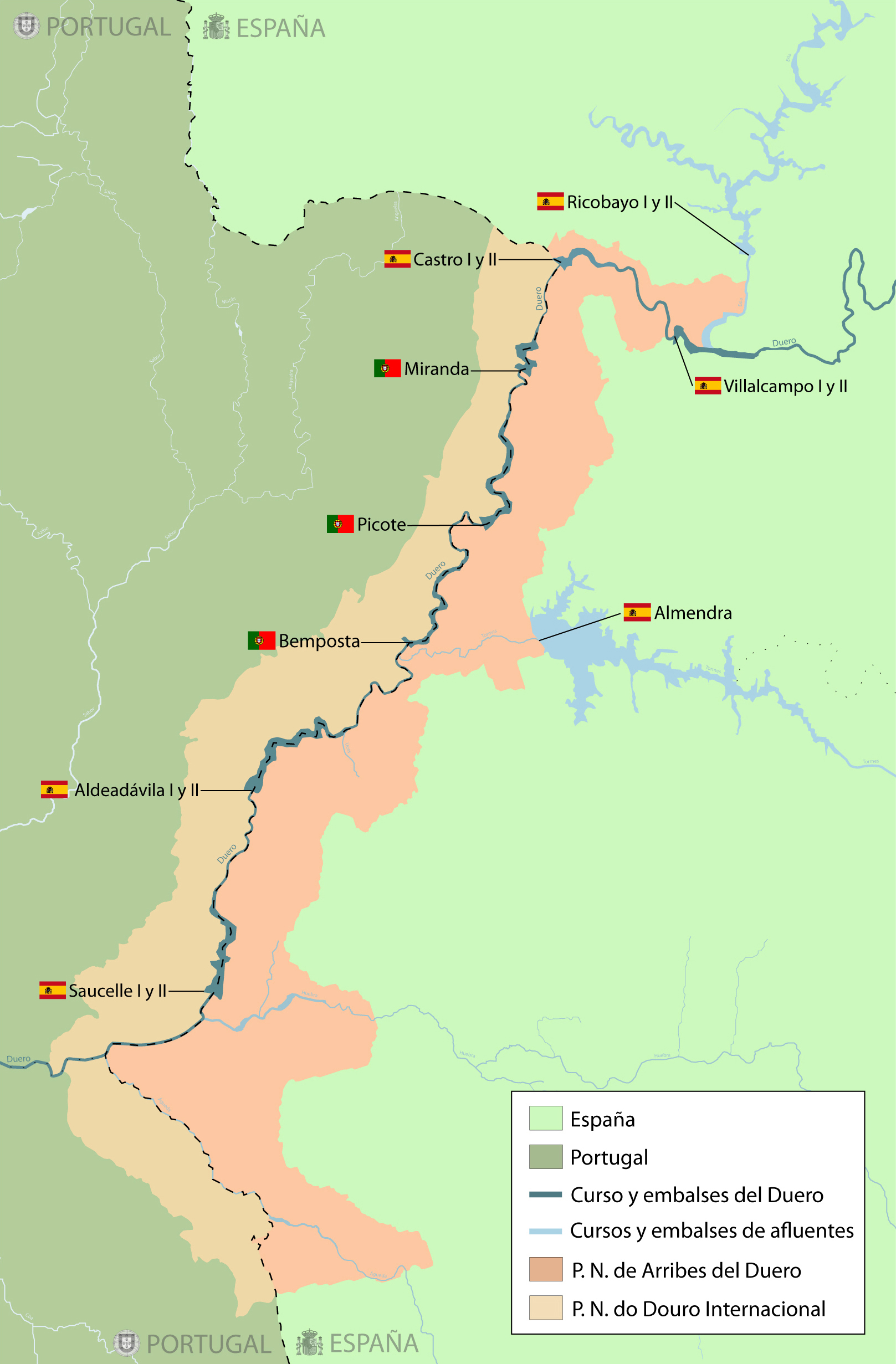
Carte des Saltos del Duero incluant les barrages portugais de cette zone du Douro, qui ne font pas partie des «Saltos del Duero».
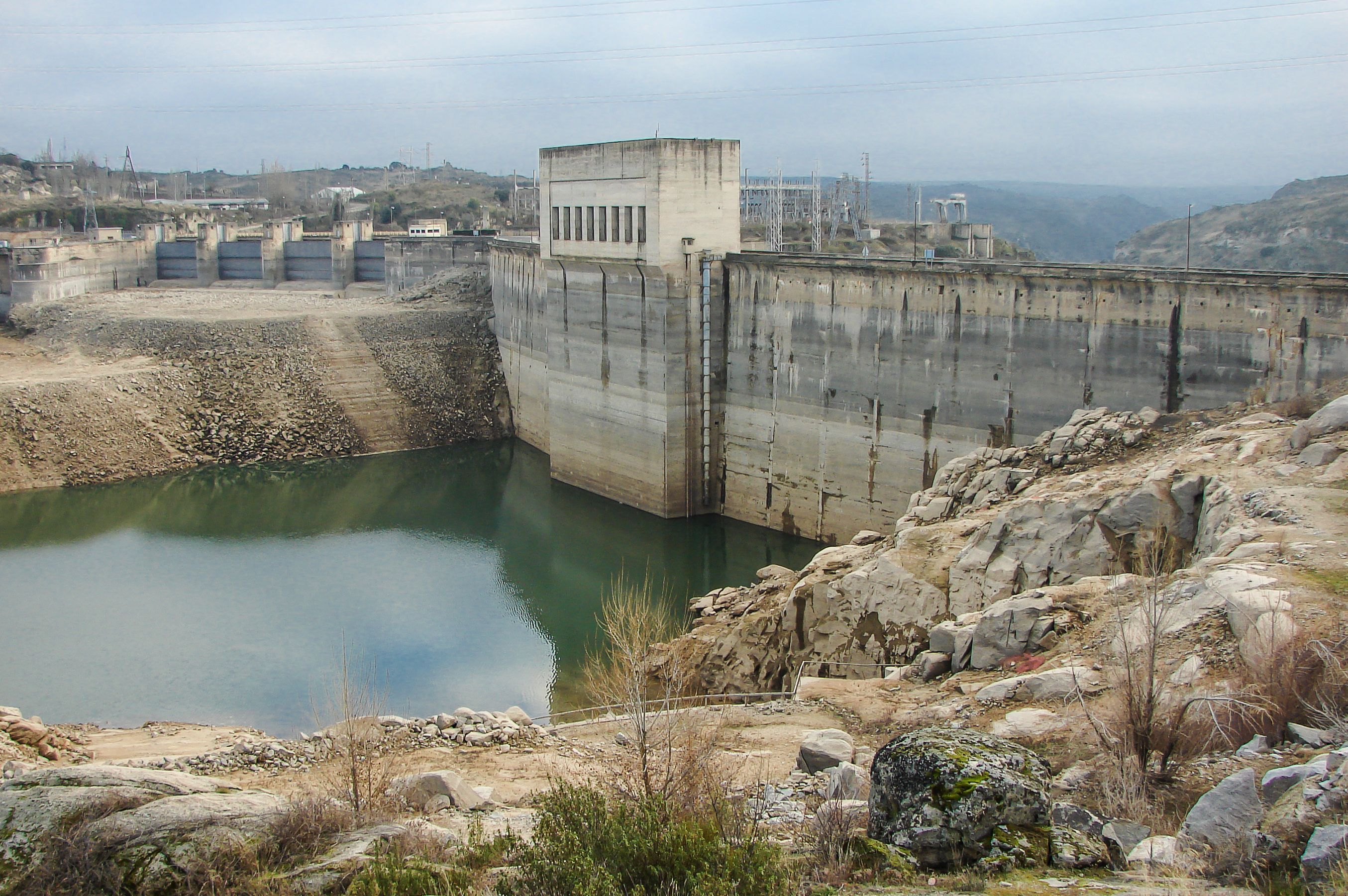
Le barrage de Ricobayo a été le premier construit des Saltos del Duero.
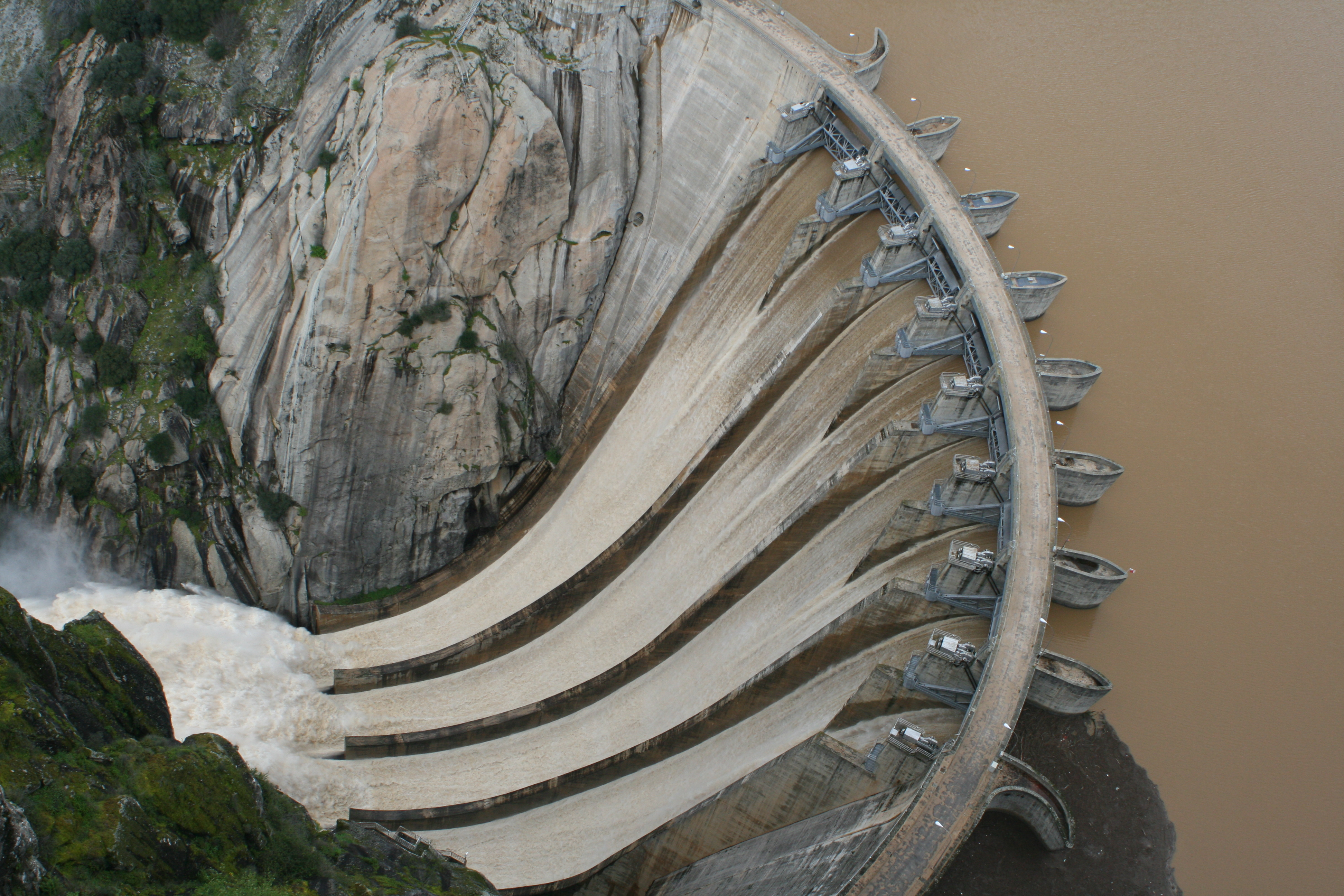
Barrage d'Aldeadávila (Province de Salamanque), le no 1 d'Espagne pour la production hydroélectrique.
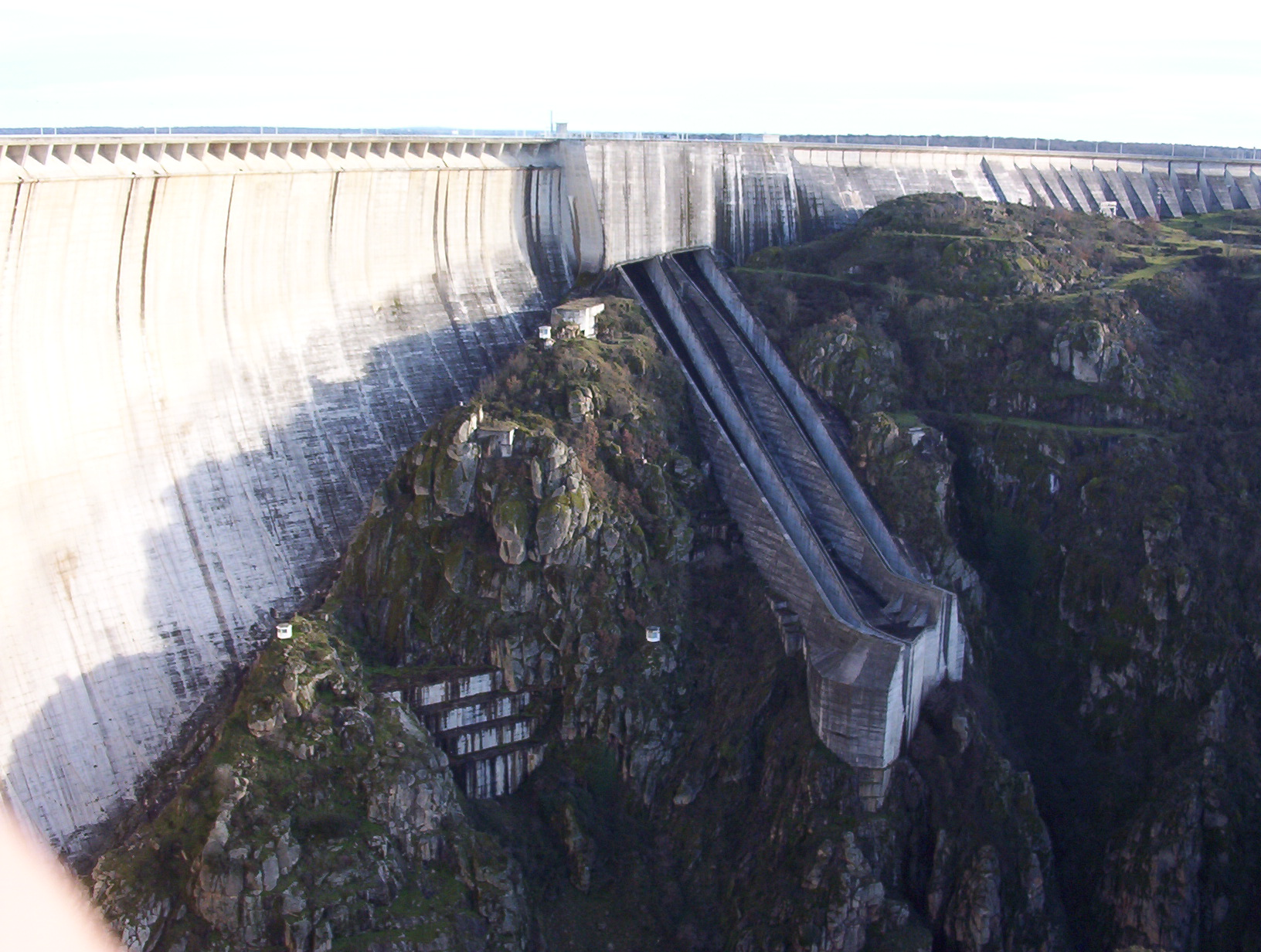
Barrage d'Almendra, 3e plus grand réservoir d'Espagne.

| Barrage     | Province          | Rivière | Centrale       | Construction | Puissance |
| Ricobayo    | Zamora            | Esla    | Ricobayo I     | 1929-1947    | 133 MW    |
| Ricobayo    | Zamora            | Esla    | Ricobayo II    | 1999         | 150 MW    |
| Villalcampo | Zamora            | Douro   | Villalcampo I  | -1949        | 96 MW     |
| Villalcampo | Zamora            | Douro   | Villalcampo II | -1977        | 110 MW    |
| Castro      | Zamora            | Douro   | Castro I       | -1952        | 80 MW     |
| Castro      | Zamora            | Douro   | Castro II      | -1977        | 110 MW    |
| Almendra    | Zamora Salamanque | Tormes  | Villarino      | 1964-1977    | 810 MW    |
| Aldeadávila | Salamanque        | Douro   | Aldeadávila I  | 1956-1963    | 718 MW    |
| Aldeadávila | Salamanque        | Douro   | Aldeadávila II | 1983-1986    | 421 MW    |
| Saucelle    | Salamanque        | Douro   | Saucelle I     | 1950-1956    | 240 MW    |
| Saucelle    | Salamanque        | Douro   | Saucelle II    | 1989-1989    | 285 MW    |

### Bassin du Tage

Aménagement du Tage
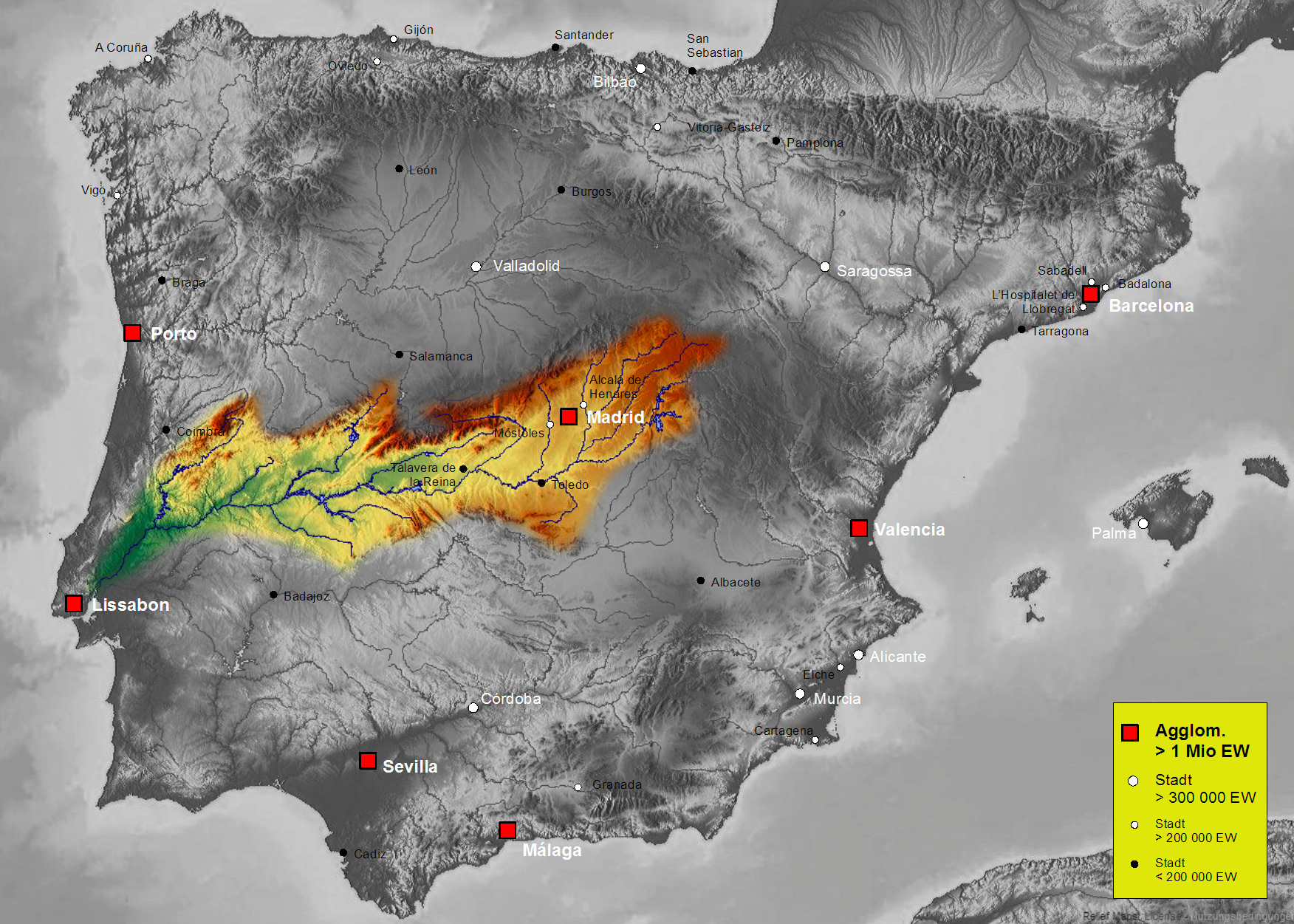
Carte du bassin hydrographique du Tage.
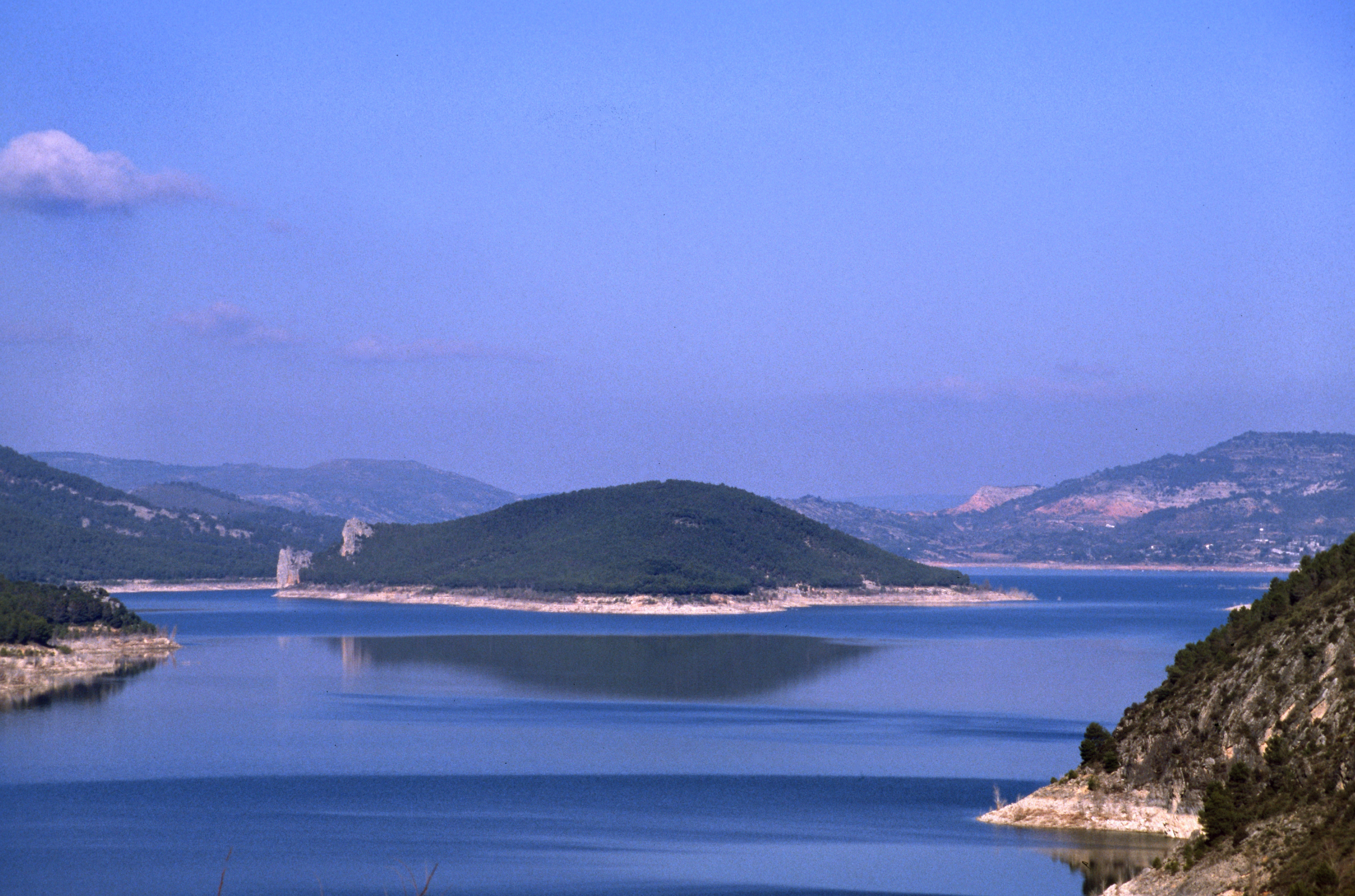
Réservoir de Entrepeñas.
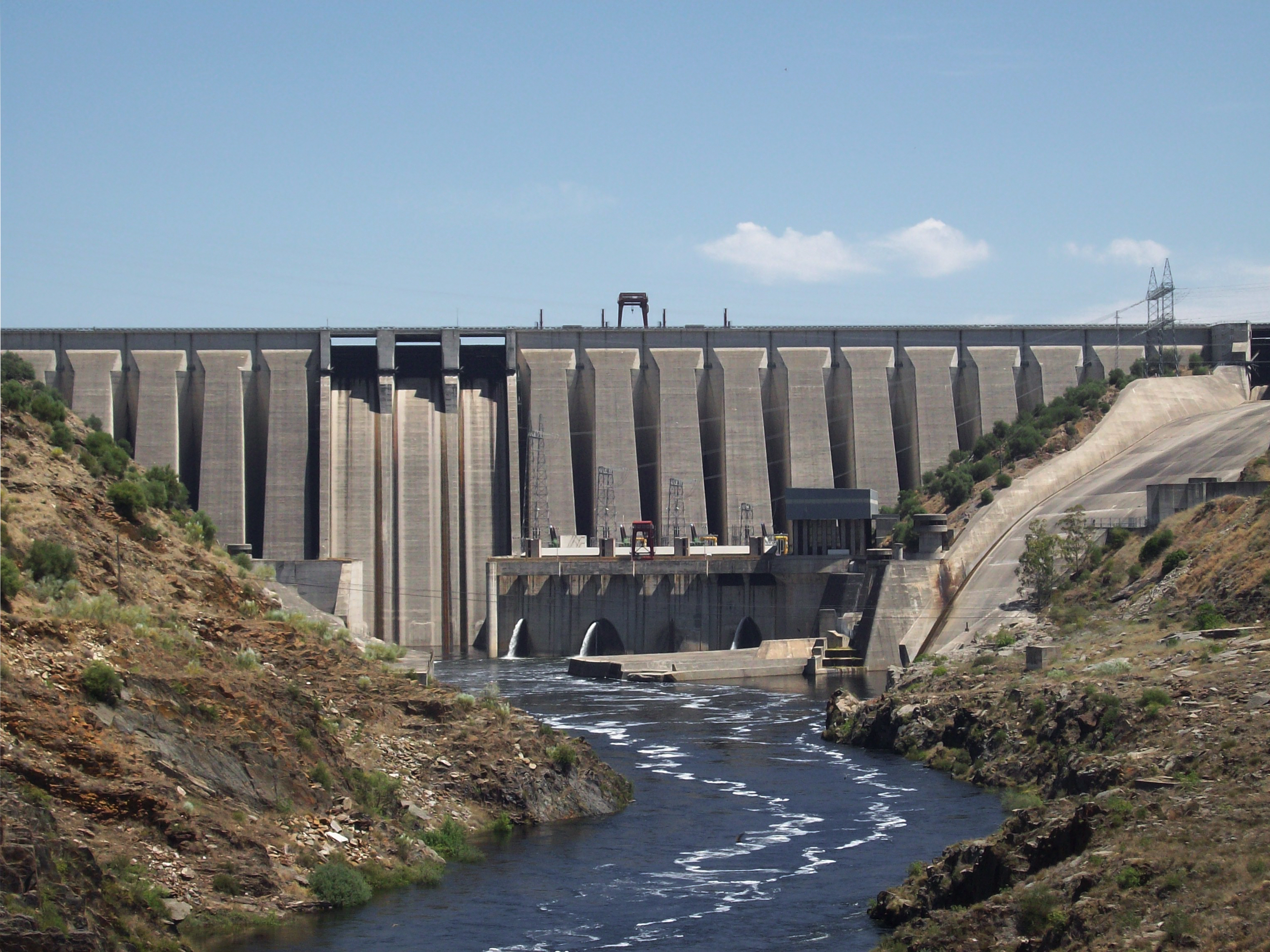
Barrage José María de Oriol-Alcántara II en Estrémadure.

| Nom                                      | Province            | Rivière          | Construction | Puissance (MW)            |
| Barrage de Buendía                       | Cuenca, Guadalajara | Guadiela         | 1958         | 1515                      |
| Barrage de Entrepeñas                    | Guadalajara         | Tage             | 1956         | 782                       |
| Centrale de pompage de Bolarque          | Cuenca, Guadalajara | Tage et Guadiela | 1910         | pompage 208 turbinage 400 |
| Barrage José María de Oriol-Alcántara II | Cáceres             | Tage             | 1970         | 1410                      |
| Barrage de Gabriel y Galán               | Cáceres             | Alagon           | 1961         | 110                       |

### Bassin de l'Èbre

Aménagement de l'Èbre
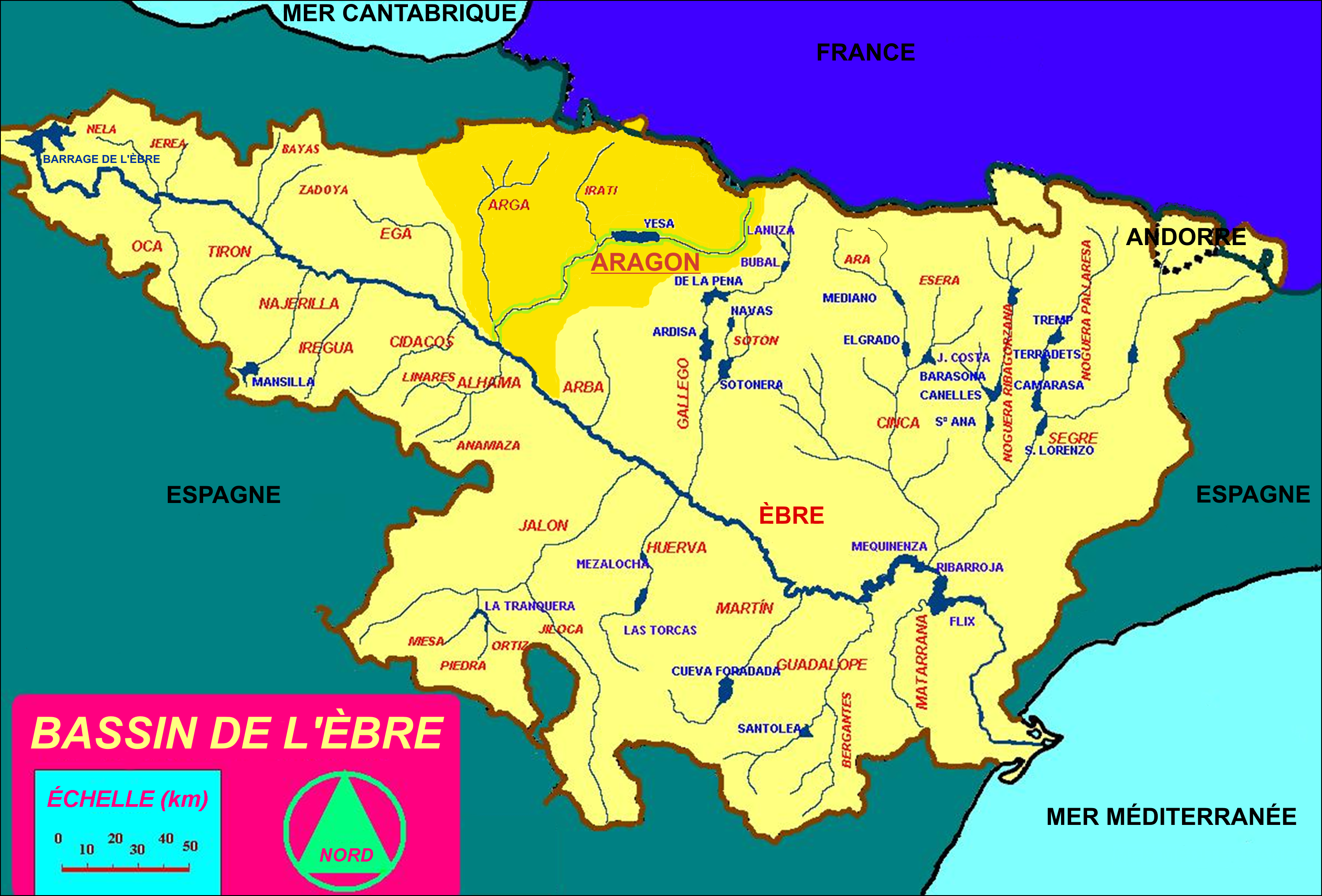
Bassin de l'Èbre
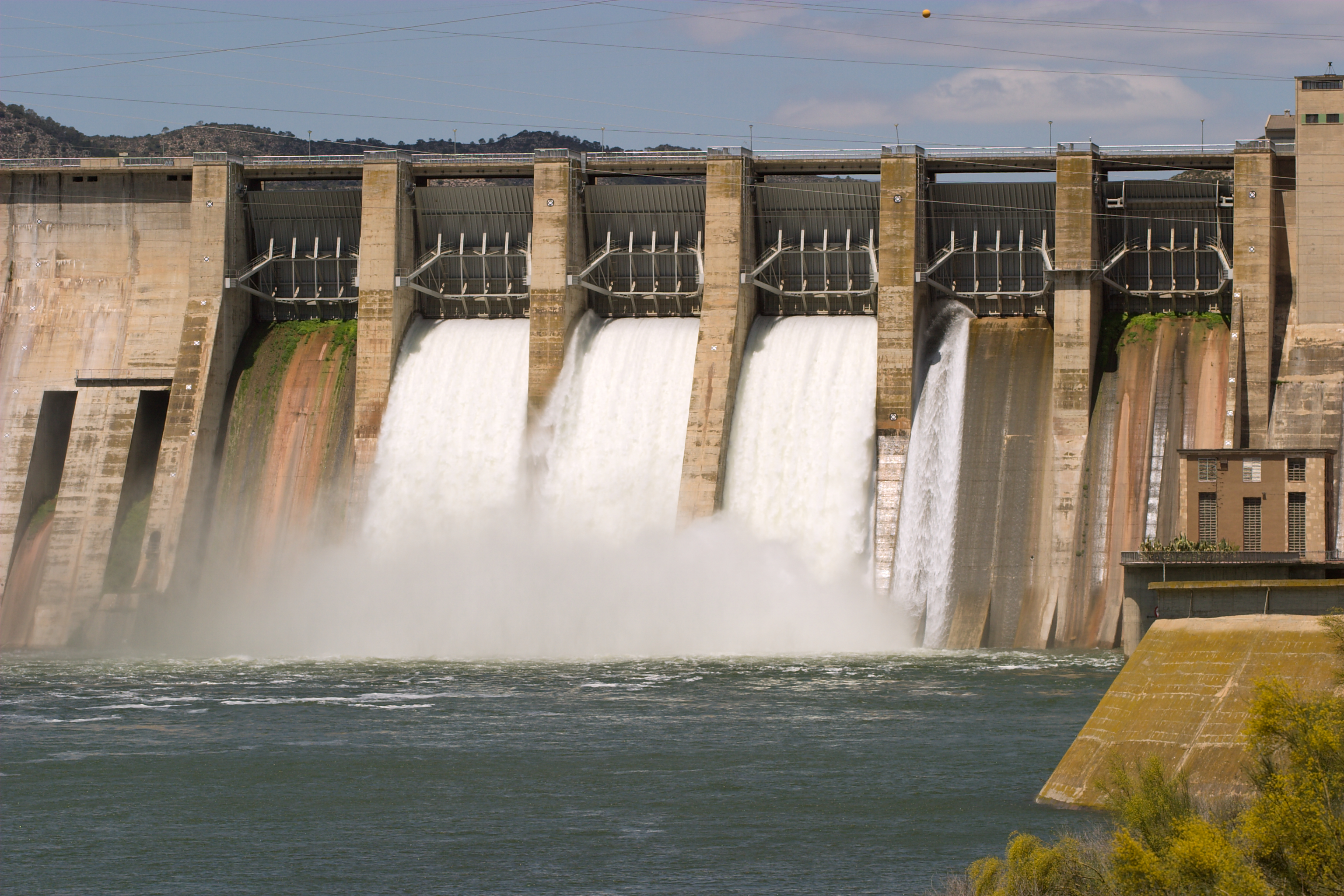
Barrage de Mequinenza ou mer d'Aragón, dans la province de Saragosse.
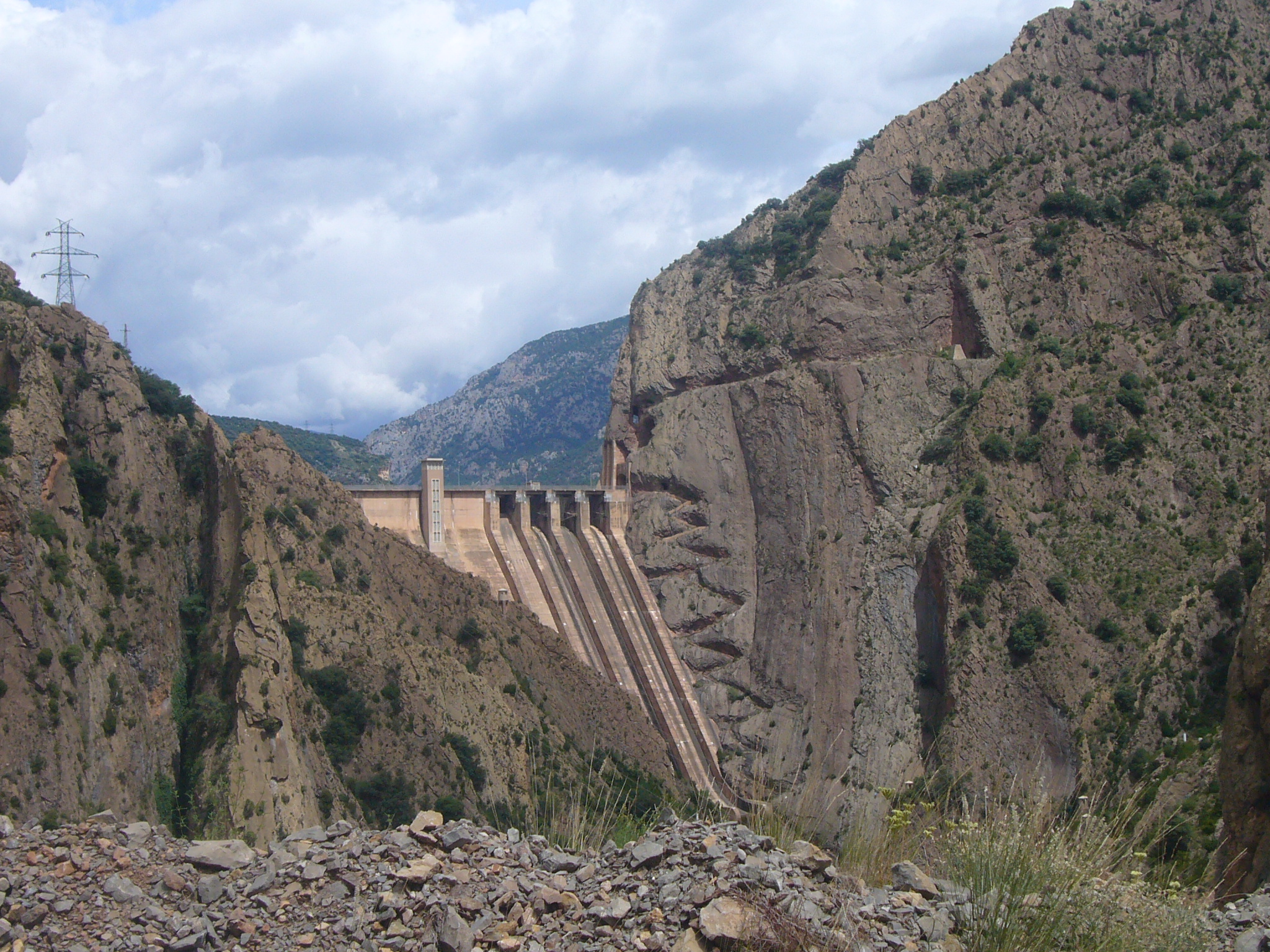
Barrage d'Escales, sur la rivière Noguera Ribagorçana, province de Huesca et province de Lérida.
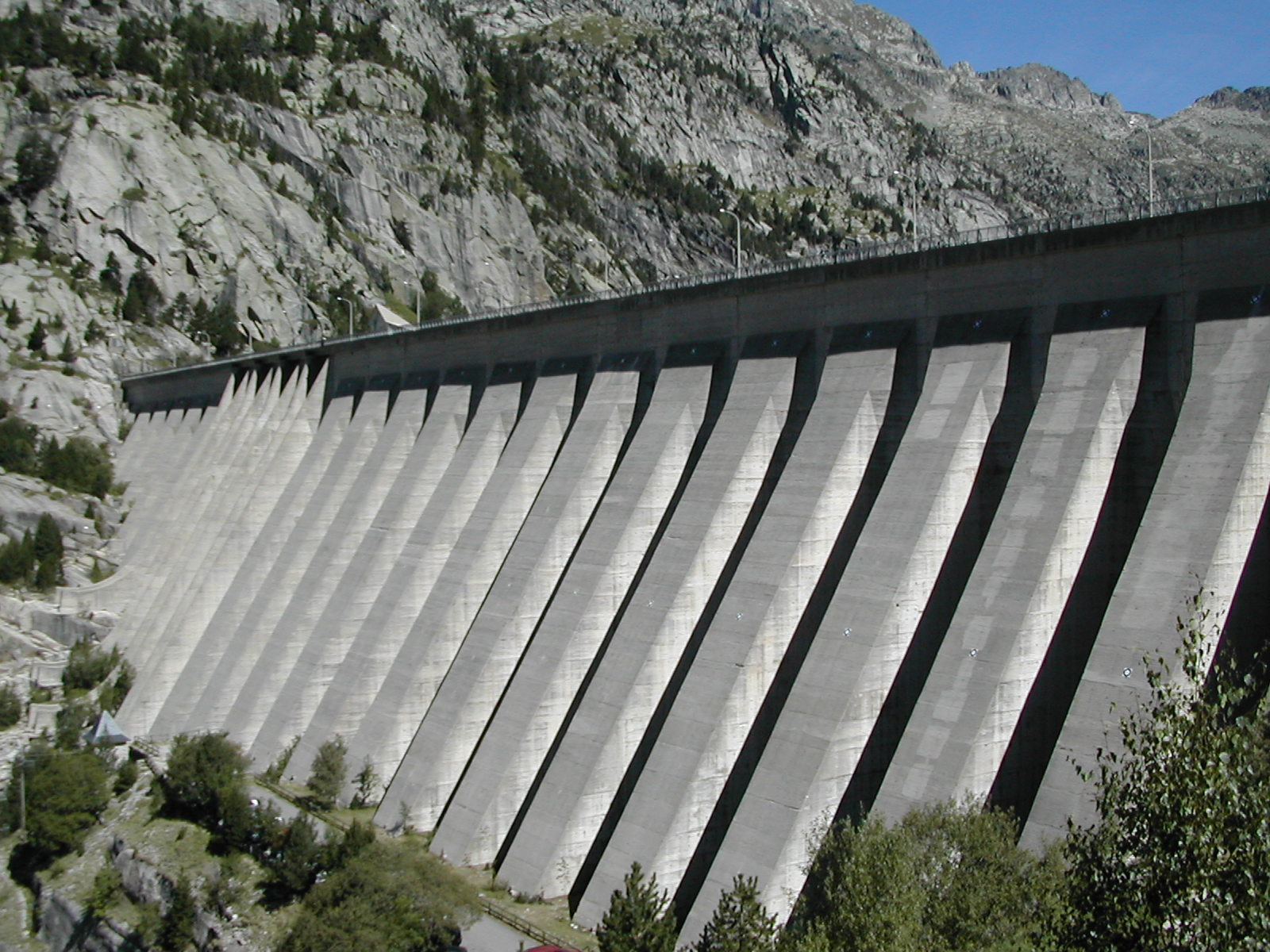
Barrage de Cavallers, sur le Noguera de Tor, province de Lérida.
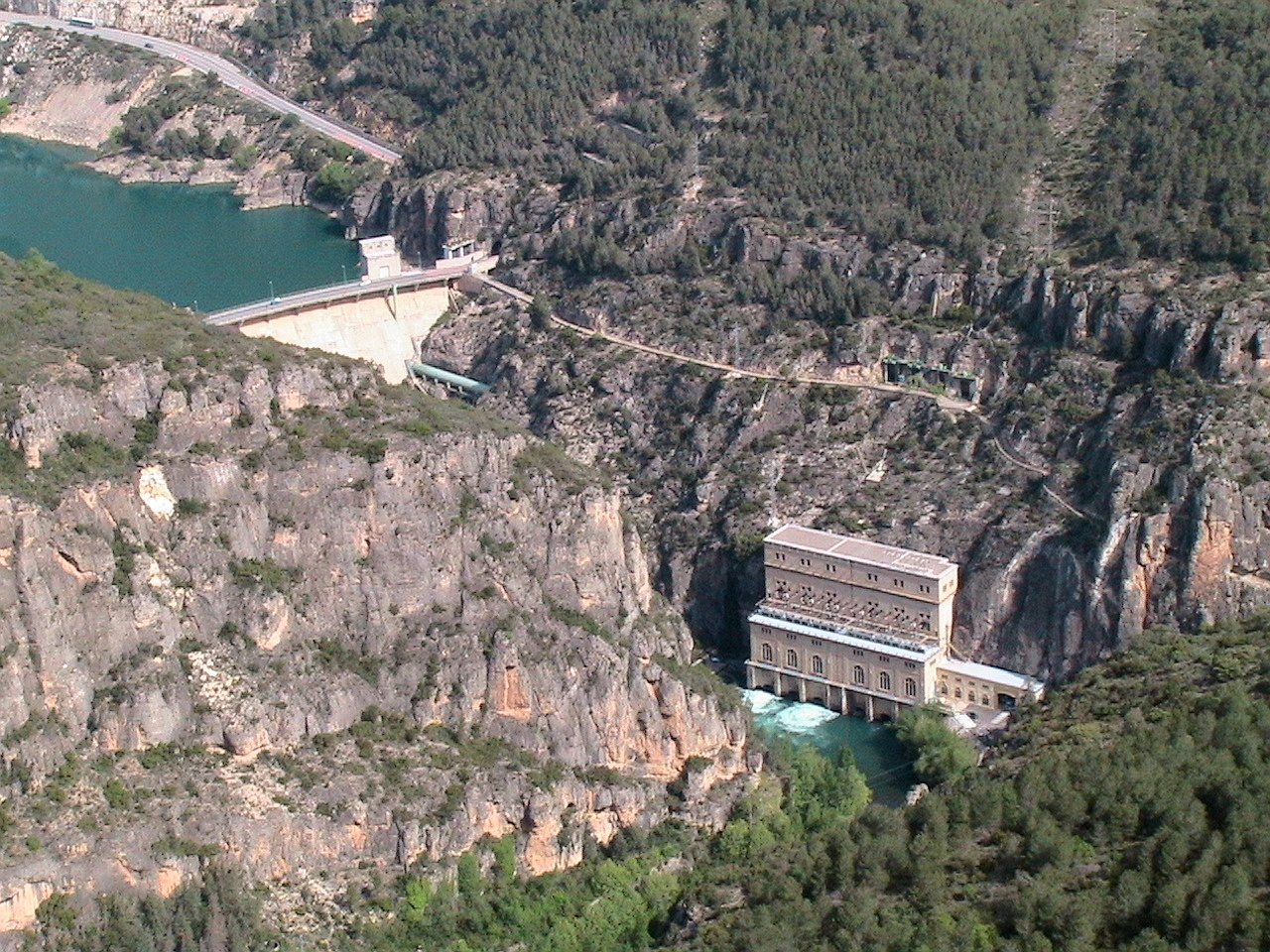
Centrale de Camarasa (60 MW), sur la Noguera Pallaresa, province de Lérida.

| Nom                           | Province         | Construction | Puissance (MW) | Production* (GWh) |
| 74 centrales                  | Huesca           |              | 847,3          | 2 787             |
| dont : Barrage de Canelles    | Huesca/Lérida    | 1959         | 108            |                   |
| 30 centrales                  | Saragosse        |              | 372,4          | 761               |
| dont : Barrage de Mequinenza  | Saragosse        | 1966         | 324            | 743               |
| 34 centrales                  | Teruel           |              | 24             | 28                |
| plusieurs centrales           | autres provinces |              | 372,4          | 761               |
| * Production annuelle moyenne |                  |              |                |                   |

La centrale de Sallente-Estany Gento, construite en 1981 sur la commune de La Torre de Cabdella dans la province catalane de Lleida (Lerida), a une puissance de 415 MW. Elle turbine les eaux de plusieurs rivières et est équipée de turbines réversibles permettant le pompage-turbinage avec le lac Gento comme réservoir supérieur.

### Bassin du Júcar

Aménagement du Júcar
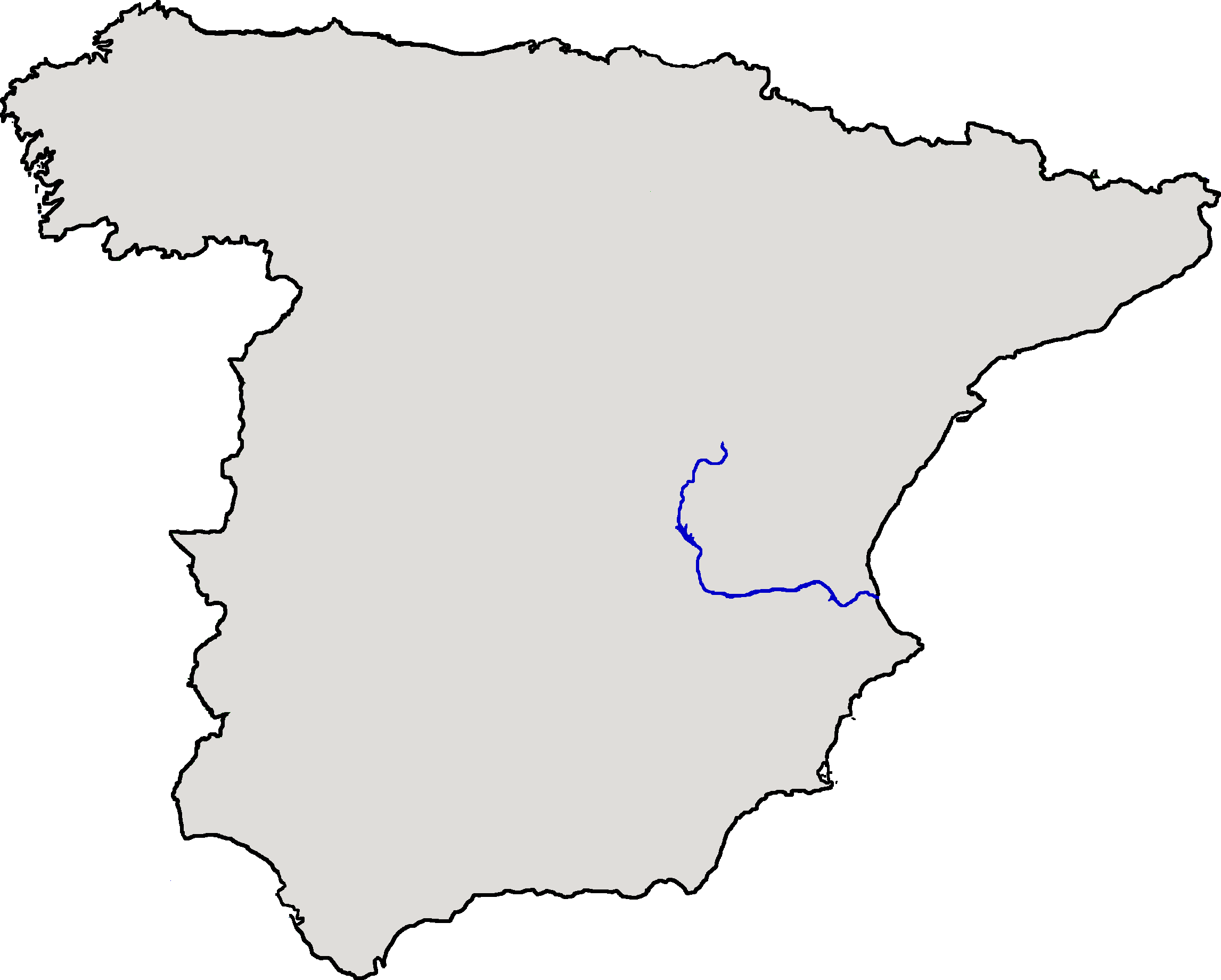
Bassin du Júcar
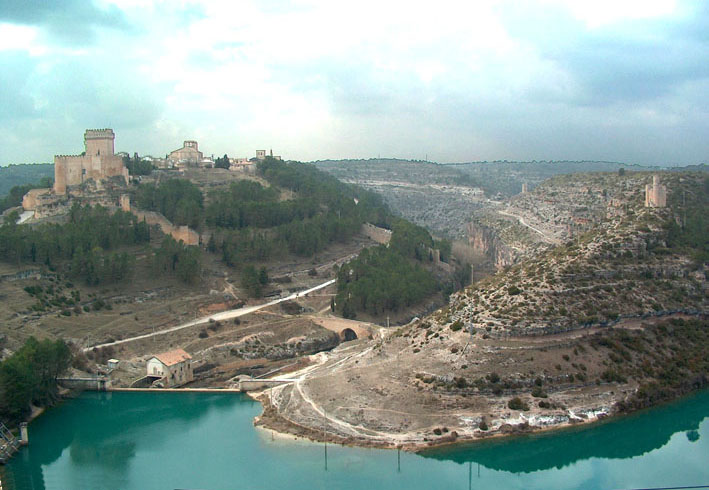
Ville fortifiée d'Alarcón avec le barrage au 1er plan
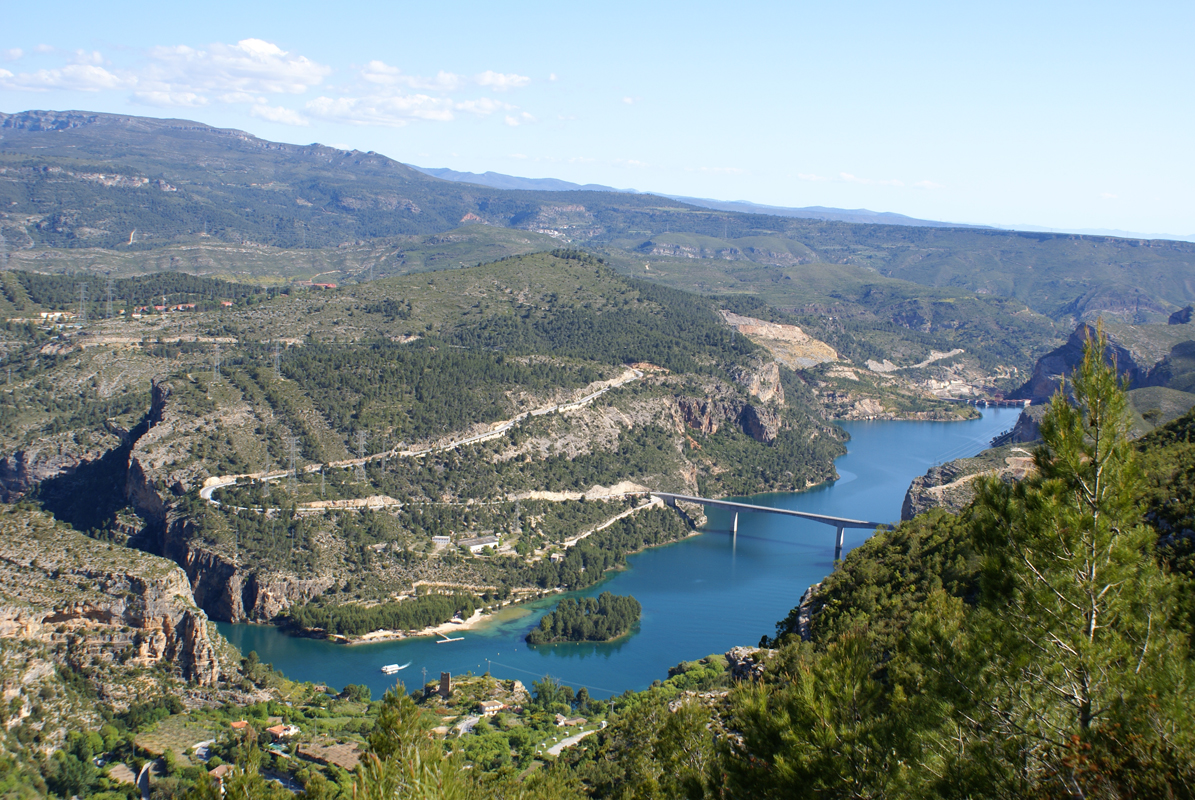
Réservoir de la Muela de Cortes de Pallas
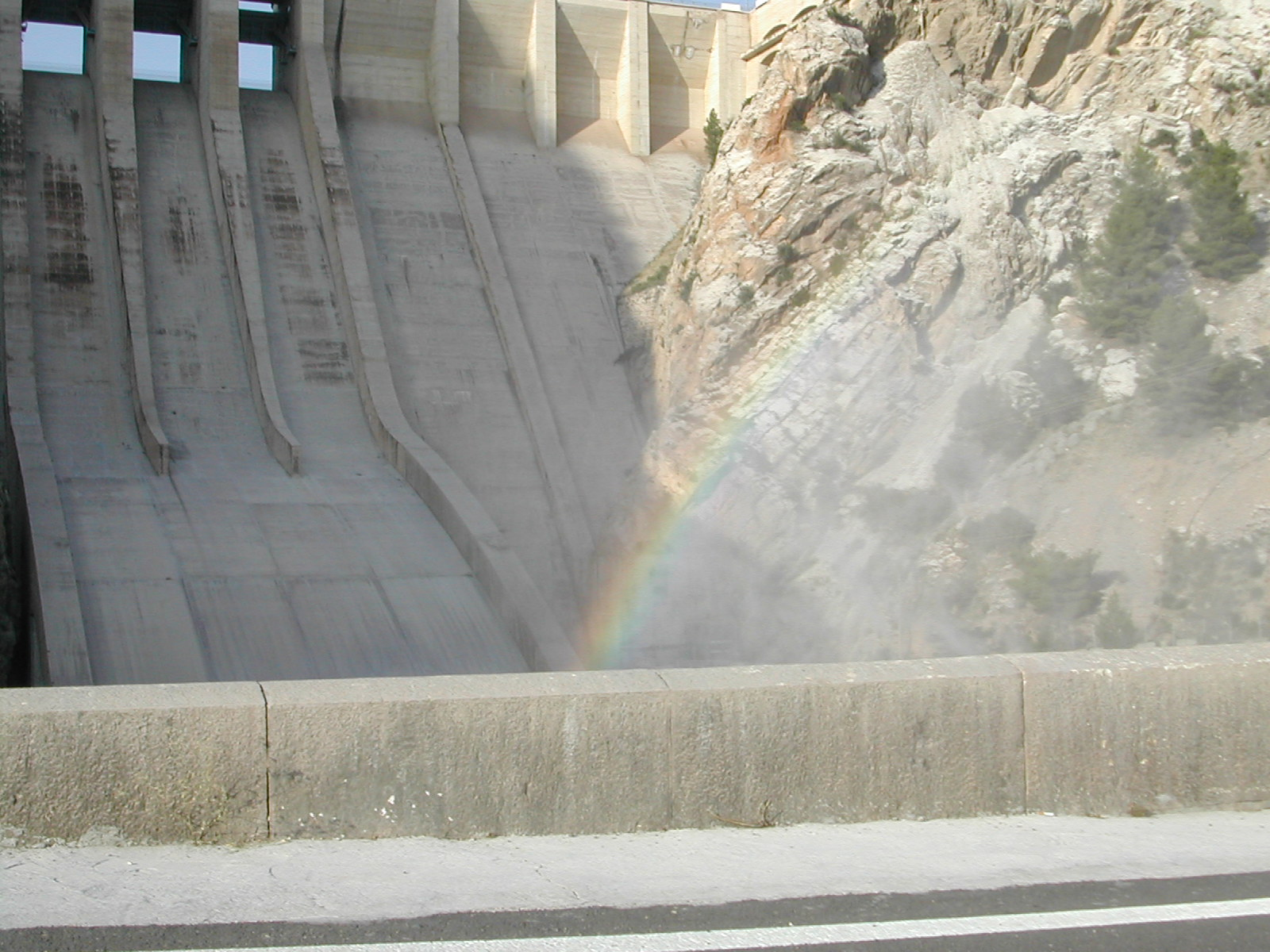
Barrage de Contreras
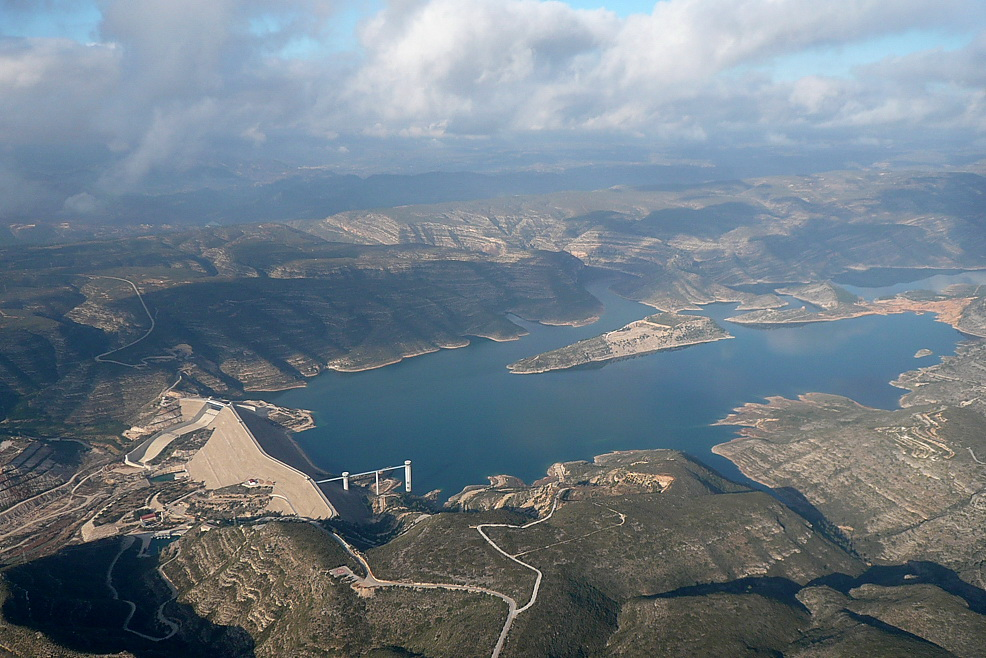
Barrage de Tous

| Nom                                        | Province | Rivière     | Construction | Puissance (MW) |
| Barrage d'Alarcón                          | Cuenca   | Júcar       | 1955         | 281            |
| centrale de La Muela II à Cortes de Pallás | Valence  | Júcar       | 2012         | 848            |
| centrales de Víllora, Contreras et Mirasol | Valence  | Rio Cabriel | 1910-1972    | 220            |

### Galice
- Centrale de Belesar[21] mise en service en 1963 dans la province de Lugo sur le fleuve Minho (225 MW).
- Centrale de Santo Estavo[21] mise en service en 1955-57 (149 MW) dans la province d'Ourense sur la rivière Sil, affluent du Minho, puis suréquipée en 2008-2013 (+177 MW) ; avec 326 MW au total, c'est la plus puissante centrale hydraulique de Galice.

### Pompage-turbinage
Les centrales de pompage-turbinage représentent 24,8 % de la puissance totale fin 2024 : 5 650 MW, au 3e rang européen avec 10,1 % du total européen, derrière l'Allemagne (9 449 MW) et l'Italie (7 256 MW), et devant la France (5 187 MW) et la Suisse (4 055 MW), et au 6e rang mondial, loin derrière la Chine : 58 690 MW, le Japon : 27 470 MW et les États-Unis : 22 266 MW. En mars 2024, le projet de pompage-turbinage Alcántara (440 MW, 15 GWh de stockage) d'Iberdrola a reçu un don de 44,9 millions € de l'Institute for Energy Diversification and Saving ; sa construction est prévue de 2025 à 2030. Le projet de Valdecañas (275 MW, 210 GWh de stockage) d'Iberdrola, utilisant des infrastructures préexistantes, a reçu son autorisation administrative en juillet et a déjà mis en service sa première unité de pompage ; il inclut une batterie de 15 MW/7,5 MWh. Capital Energy et Verbund Green Power étudient deux projets d'un total de 830 MW. Le projet de Salto de Chira (200 MW/3,5 GWh) dans les Canaries a obtenu un prêt de 300 M€ de la BEI.
En janvier 2023, le Fonds européen de développement régional accorde 90 millions € de subvention au projet de centrale de pompage-turbinage de Chiara, sue l'île de la Grande Canarie (200 MW, capacité de stockage : 3,6 GWh), qui sera couplée avec une usine de dessalement d'eau de mer. En mars 2023, Iberdrola obtient l'autorisation du gouvernement pour le projet de centrale de pompage-turbinage de Valdecañas (275 MW, dont 15 MW de batteries, capacité de stockage totale : 210 GWh).
Les principales centrales de pompage-turbinage, presque toutes déjà citées ci-dessus, sont :
- Cortes-La Muela (province de Valence) : 910 MW
- Sallente (province de Lérida) : 452 MW
- Aguayo (à San Miguel de Aguayo en Cantabrie) : 340 MW
- Bolarque (province de Cuenca, province de Guadalajara) : 236 MW.

Afin de compenser l'intermittence des énergies éolienne et solaire dans les systèmes insulaires, des projets de centrales de pompage-turbinage sont en développement : la première réalisation est le complexe "hydro-éolien" de l'île d'El Hierro qui a atteint en 2018 une part de 56,5 % de la production électrique de l'île ; un projet de plus grande taille est en préparation pour l'île de Gran Canaria : il consiste à relier les barrages de Soria et de Chira par une installation de pompage-turbinage de 200 MW.